# 150 Nuwa
150 Nuwa è un grande asteroide della fascia principale del sistema solare. È composto da condriti carbonacee primitive. La sua superficie è estremamente scura: solo il 4% della luce incidente viene riflessa.

## Storia
Nuwa fu scoperto il 18 settembre 1875 da James Craig Watson dall'Osservatorio Detroit dell'Università del Michigan, ad Ann Arbor, negli USA. Fu battezzato così in onore di Nüwa (in cinese tradizionale: 女媧, in cinese semplificato: 女娲, in pinyin: nǚwā), dea della creazione secondo la mitologia cinese.

### Osservazione dalla Terra
Il 17 dicembre 1999 è stata osservata da Terra un'occultazione stellare da parte di Nuwa.